# A Protegida
A Protegida é uma telenovela portuguesa produzida pela Plural Entertainment, transmitida pela TVI desde 17 de fevereiro de 2025. Sem uma antecessora, deu continuidade à faixa interrompida desde o término de Para Sempre. É escrita por Patrícia Müller, com filmagens no Alentejo, mais concretamente em Elvas e no Douro, mais concretamente em Mogadouro.
A novela é protagonizada por Matilde Reymão, Alexandra Lencastre, Pedro Sousa, Diogo Morgado, Paulo Pires e Fernanda Serrano.

## Sinopse
No coração do interior alentejano, Mariana e José Diogo são duas crianças cujos contextos não podiam ser mais diferentes: ela é fruto de uma relação carinhosa; ele, órfão. Ela tem na família, um porto seguro para onde correr quando se magoa; ele só pode correr para ela.
Cruzam-se por um inevitável querer do destino: ele está constantemente a fugir do orfanato que faz fronteira com o palacete da avó dela. Por muito que as regras os tentem separar, as duas crianças orbitam uma em torno da outra com uma força que ninguém consegue explicar ou parar. Complementam-se.
José Diogo nunca conheceu um amor como aquele, tão incondicional. Mariana fá-lo rir, é carinhosa com ele, parecem falar uma língua só deles e, muitas vezes, têm a certeza de conseguir adivinhar os pensamentos do outro.
Seja qual for a matéria de que são feitas as almas, as de Mariana e José Diogo são a mesma. Os dias que passam juntos voam, as horas separados arrastam-se. Os dois correm pelos campos de oliveiras de Vale do Rio, assustam-se no Forte da Graça em Elvas e imaginam o passado no Castelo. A terra que se dá a quem a ama é palco de um amor infantil, secreto e que marcará a vida de ambos para sempre.
Benedita, a avó e matriarca da família de Mariana, é a primeira a perceber a conexão entre os dois. Envolve-os em carinho e em comida. À volta de Mariana e José Diogo há um constante cheiro a amor e receitas que têm como único objetivo colorir os dias das crianças, que se entorpecem num afeto com sabor à tradição alentejana.
A força da ligação dos dois parece tão inevitável a Benedita que ela sugere adotá-lo, dando-lhe a família que ele merece. Laura e Carlos, os pais de Mariana, não se opõem. A vida parece finalmente disposta a sorrir a José Diogo, que encontrou o seu lugar no mundo. A felicidade entorpecedora não deixa antever a tempestade que se adivinha e, numa tirada cruel do destino, José Diogo é afastado não só da ideia de família, como da amada Mariana. Separa-os um acidente horrível e as mágoas de uma mentira ferem-nos para sempre.
Os dois são perseverantemente afastados pela impiedade adulta, mas nunca se esquecem. José Diogo é adotado por outra família, mas não se desfaz da rapariguinha loira que amou. Ele envia-lhe cartas. Mariana nunca as recebe. Ambos acabam a sentir-se rejeitados e traídos por um amor que nunca parou de viver. Sentem-se perdidos longe um do outro, como se vivessem a dor fantasma de ter perdido uma parte vital de si mesmos.
Crescem com a assombração de um primeiro amor puro e bom que lhes parece inigualável. Não há, nem vai haver nunca, nada tão perfeito como aquilo que sentiram um pelo outro.
Mariana torna-se uma jovem mulher determinada, e a ligação que tem com a mãe e a avó estreita-se ainda mais depois da morte do pai. Ela, Laura e Benedita são uma tríade fortíssima durante anos, até ao momento em que Laura assume o namoro com Jorge, trabalhador da fábrica desde sempre. Mariana não gosta de Jorge, acha-o um oportunista, e isso causa atritos com Laura. Ela é obrigada a ver como a mãe desaparece sob os intentos de Jorge.
O seu coração fechou-se ao amor quando José Diogo desapareceu, mas é com o relacionamento que vê a mãe viver que jura nunca amar um homem daquela forma. Para evitar os conflitos constantes com o padrasto, decide ir estudar cozinha para França.
Longe do conforto que sempre conheceu, transforma-se numa cozinheira talentosa, ambiciosa e perspicaz, mas, acima de tudo, capaz de pôr em tudo o que prepara a quantidade certa de amor. Por detrás de cada prato, cada prova e cada cozinha por onde passa, escondem-se as memórias do passado: as tardes na cozinha com José Diogo e Benedita.
Quando volta a casa, pensando que para um período de paz, é confrontada com um antagonista mais poderoso do que antes: o padrasto consegue intrometer-se entre mãe e filha, fazendo com que Mariana se afaste permanentemente.
A quebra aparentemente definitiva entre elas causa um desequilíbrio de forças na tríade das mulheres Vilalobos, e, embora Laura não perceba a dimensão do conflito de Mariana, nunca desiste de a tentar encontrar.
Mariana refugia-se nos tesouros do Douro, onde acaba por abrir um restaurante onde só emprega mulheres vítimas de relacionamentos abusivos. Quer dar-lhes o abrigo que a mãe nunca aceitou. Vê nas mulheres o motor do mundo. São elas que fazem o mundo girar, que criam e educam, que alimentam, amam e dão colo. A própria força e resiliência da avó e da mãe deixaram-lhe uma marca tão profunda que Mariana orienta toda a sua existência por um equilíbrio quase perfeito de bondade, candura e justiça. A luz que emana é tão forte que atrai o mais cínico dos Homens.
Quando Mariana se vê obrigada a voltar à terra que a viu nascer, acha ela que munida de mundo para não deixar que as memórias a controlem, o destino troca-lhe as voltas: cruza-se novamente com José Diogo. Os sentimentos do passado atingem-nos ainda com mais força. É impossível perceber onde começa um e termina o outro. O querer da vida toda e para a vida toda é tão avassalador que os anos separados se desfazem sob o olhar um do outro. Nunca pararam de pertencer um ao outro. Por muito que resistam ou tentem racionalizar o que sentem, parecem não ter força para contrariar o óbvio: se há no universo um objetivo, é juntá-los. O amor deles vai não só mudar-lhes a vida, como orientar a existência de todos os que os rodeiam.
A vida deles muda, mas a essência permanece a mesma, e quando Mariana ficar em perigo, José Diogo torna-se o protetor da sua protegida.
Observa cada movimento, cada sorriso, cada respiração e está disposto a tudo para a manter viva, nem que para isso tenha de se colocar em risco, porque a verdade é que o coração dele lhe bate fora do peito. Bate dentro dela.

## Elenco
| Ator/Atriz             | Personagem              |
| ---------------------- | ----------------------- |
| Matilde Reymão         | Mariana Vilalobos       |
| Alexandra Lencastre    | Laura Vilalobos         |
| Pedro Sousa            | José Diogo «JD» Azevedo |
| Diogo Morgado          | Virgílio Cruz           |
| Paulo Pires            | Jorge Azevedo           |
| Fernanda Serrano       | Clarice Azevedo         |
| Joaquim Horta          | Óscar Vieira            |
| Sara Barradas          | Isabel Nóbrega          |
| Inês Herédia           | Margarida Cardoso       |
| Sandra Faleiro         | Teresa Vieira           |
| Paula Neves            | Gina Sombra             |
| Tiago Teotónio Pereira | Nuno Sombra             |
| Sílvia Filipe          | Irene Jesus             |
| João Bettencourt       | Gonçalo Azevedo         |
| Duarte Gomes           | Manuel Esteves          |
| Catarina Nifo          | Mónica Azevedo          |
| Catarina Rebelo        | Sofia Ferreira          |
| Noua Wong              | Aruna Khan              |
| Aline Neves            | Paz Cardoso             |
| Mário Oliveira         | Sanjay Khan             |
| Dinis Lima             | Leandro Sombra          |

### Participação especial
| Ator/Atriz          | Personagem         |
| ------------------- | ------------------ |
| Christian Escuredo  | Hector Moreno      |
| Maria do Céu Guerra | Benedita Vilalobos |
| Marina Mota         | Anita Moreno       |

### Elenco adicional
| Ator/Atriz                | Personagem          |
| ------------------------- | ------------------- |
| Susana Arrais             | Manuela             |
| Afonso Jerónimo           | Carlos (jovem)      |
| Alexandre Martins         | Agente GNR          |
| Ana Lamas                 | Hacker              |
| André Barroca Sobral      | Armindo             |
| Andreia dos Santos        |                     |
| Augusto Portela           | Lourenço            |
| Beatriz Nunes             | Mariana (criança)   |
| Carlos Carvalho           | Capanga             |
| Carmo Bebiano             | Noiva               |
| Catarina Marques Lima     | Professora de Dança |
| Cátia Nunes               | Professora          |
| Célia Teixeira            | Joana               |
| Daniel Viana              | Rui Cardoso         |
| Diogo Rocha Ribeiro       | Trabalhador Fábrica |
| Ema Maçarico              | Aluna               |
| Erickson Dos Santos Gomes | Segurança Tó Zé     |
| Fernando Lupach           |                     |
| Flaviana Borges           | Laura (jovem)       |
| Francisco Taveira Pinto   | Homem 2             |
| Gonçalo Braga             | Duarte              |
| Gonçalo Portela           |                     |
| Grazielli Nery            | Mulher Vídeo        |
| Inês Nabais               | Clarice (jovem)     |
| Joana Carvalho            | Júri GastroMundi    |
| João Nuno Lourenço        | —                   |
| João Pedro Dantas         |                     |
| João Saboga               | Alfredo             |
| Joaquim Frazão            | Médico José Pinto   |
| Jorge Albuquerque         | —                   |
| Jorge Fernandes           | Empresário          |
| Leonor Maia               | Mónica (criança)    |
| Luciano Gomes             | Chefe               |
| Lune Nunes                |                     |
| Madalena Vicente          | Aluna               |
| Margarida Bakker          |                     |
| Mário Franco              |                     |
| Marisa Camões             | Irmã                |
| Marta Rebelo Silva        | —                   |
| Miguel Damião             | Carlos              |
| Miguel Frazão             | Criminoso           |
| Miguel Ribeiro            | Dono do Bar         |
| Miguel Serra da Silva     | Amigo Hacker        |
| Nádia Matos               | Madrinha da Noiva   |
| Pedro Barbeitos           | Júri GastroMundi    |
| Peter Michael             | Henrique            |
| Ricardo Raposo            | Rogério             |
| Rodrigo Fortuna           | JD (criança)        |
| Rúben Simões              | Homem 1             |
| Rui Coelho                | Cliente             |
| Rui Dionísio              | Inspetor PJ         |
| Samuel Cardita            | Inspetor PJ         |
| Sandra Celas              | Vitória Matos       |
| João Bonneville           |                     |

## Produção
- Sofia Grillo e Maria Rueff estariam na novela, mas acabaram por recusar após alegarem cansaço e também por outros compromissos profissionais.[5] Para as substituir, foram escolhidas Sandra Celas e Sílvia Filipe, respetivamente.
- A telenovela marca o regresso de Marina Mota, Duarte Gomes, Joaquim Horta, Sandra Faleiro e João Bettencourt à ficção da TVI após estarem ligados à SIC nos últimos anos.[6]
- As gravações começaram a 13 de novembro de 2024[7] e terminam em julho de 2025.[8]

## Audiência
Na estreia, a 17 de fevereiro de 2025, A Protegida foi líder e marcou 9.3 de audiência média e 18.8% de share, com cerca de 911.800 espectadores, com um pico de 9.8/20.3%.